# 롤프 라스고르드
롤프 라스고르드(스웨덴어: Rolf Lassgård, 1955년 3월 29일 ~ )는 스웨덴의 배우이다. 1992년 《Önskas》로 굴드바게상 남우주연상 후보에 올랐으며, 이듬해 1993년 《Min store tjocke far》로 남우주연상을 수상하였다. 2015년 《오베라는 남자》로 굴드바게상 남우주연상을 수상하였다.

## 출연 작품
- 2015년 - 오베라는 남자- 오베 역
- 2017년 - 다운사이징 - 닥터 요르겐 역
- 2019년 - 스파이